# Transports publics neuchâtelois
Les Transports publics neuchâtelois SA est la société qui gère le réseau de transports en commun transN, desservant le canton de Neuchâtel. L'entreprise transporte chaque année près de 28 millions de voyageurs. (22,2 millions en 2021. Tram magazine 08.- 10.2022)

## Histoire
Les Transports publics neuchâtelois SA, abrégé transN, est une entreprise neuchâteloise de transports publics née le 27 juin 2012 de la fusion des Transports régionaux neuchâtelois et des Transports publics du littoral neuchâtelois, avec effet rétroactif au 1er janvier 2012.

## Matériel roulant

### Ferroviaire
En 2019, les rames appenzelloises Be 4/8 de l'ancienne compagnie Trogenerbahn ont été mises en circulation. Les anciennes motrice Be 4/4 N° 501 et 502 et la voiture pilote Bt 552 ont été retirées du service et démolies en août 2020. De la génération du Littorail, Be 4/4 N° 503, Be 4/4 N° 504 ainsi que les Bt N°551 et Bt N° 554, elles seront également retirées du service dès 2021. La N° 504, reprise par l'association des amis du tramway et est conservée au Musée du tram à Areuse.
La voiture pilote Bt 564 a été rachetée par l'association Rétrobus Léman.

## Réseau
Le réseau fait partie de la communauté tarifaire Onde Verte.

### Lignes ferroviaires
Le 10 décembre 2023, les lignes 215, 221, 222 et 224 ont été renumérotées respectivement R15, R21, R22 et R24.
- Ligne R15 : Neuchâtel – Boudry (Littorail, voie métrique)
- Ligne R21 : Neuchâtel – Travers - Fleurier - Buttes (via la ligne CFF Auvernier-Verrières puis la ligne TransN Travers-Saint-Sulpice)
- Ligne R22 : La Chaux-de-Fonds - La Sagne – Les Ponts-de-Martel (voie métrique)
- Ligne R24 : Le Locle – Les Brenets (voie métrique)

### Funiculaires
- Ligne 110 : Fun'ambule (Université - Gare)
- Ligne 111 : La Coudre - Chaumont
- Ligne 112 : Écluse - Plan

### Trolleybus
Trolleybus de Neuchâtel
- Ligne 101 : Cormondrèche - Neuchâtel - Marin-Épagnier
- Ligne 102 : Serrières - Place Pury
- Ligne 107 : Neuchâtel - Hauterive NE / Marin-Épagnierx
- Ligne 108 : Place Pury - Temple des Valangines

### Bus urbains
Littoral
- Ligne 106 : Place Pury – Vallon-de-l'Ermitage
- Ligne 109 : Place Pury – Trois-Chênes
- Ligne 120 : Gare (Nord) - Chambrelien / Rochefort
- Ligne 121 : Place Pury - Piscines
- Ligne 122 : Gare (Nord) - Vauseyon

La Chaux-de-Fonds
- Ligne 301 : Recorne – Gare – Arêtes
- Ligne 302 : Tourbillon / Combe-à-l'Ours – Gare – Charrière
- Ligne 303 : Foulets – Gare  – Patinoire
- Ligne 304 : Éplatures Nord – Gare – Hôpital
- Ligne 310 : Gare – Sombaille - Gare
- Ligne 311 : Gare – Cerisier
- Ligne 312 : Gare – La Joux Perret

En soirée et le dimanche, le réseau s'organise ainsi :
- Ligne 352 : Gare - Hôpital - Charrière - Gare
- Ligne 353 : Gare - Patinoire - Foulets - Gare
- Ligne 354 : Gare - Combe-à-l'Ours - Éplatures Nord - Gare
- Ligne 356 (MobiCité) : Ville La Chaux-de-Fonds/Les Éplatures/Le Crêt-du-Locle

Le Locle
- Ligne 341 : Gare/centre-ville - Monts/Verger
- Ligne 342 : Gare/centre-ville - Centenaire et Communal/Billodes et Jeanneret
- Ligne 343 : Gare/centre-ville - Chemin des Dollines

En soirée et le dimanche, le réseau s'organise ainsi :
- Ligne 346 (MobiCité) : Ville du Locle

### Bus régionaux
La Chaux-de-Fonds
- Ligne 360 : La Chaux-de-Fonds, Gare – Le Locle, Technicum
- Ligne 361 : La Chaux-de-Fonds, Gare – Le Locle, Technicum
- Ligne 370 : La Chaux-de-Fonds – La Vue des Alpes

Val-de-Ruz
- Ligne 421 : Place Pury – Cernier
- Ligne 422 : Neuchâtel – Cernier – Villiers
- Ligne 423 : Les Hauts-Geneveys – Cernier (– Engollon)
- Ligne 425 (Snowbus) : Neuchâtel - Savagnières (Saint-Imier)
- Ligne 426 (Nordic'BUS) : Cernier - Tête-de-Ran

Val-de-Travers
- Ligne 590 : Couvet – Fleurier – Les Verrières – Pontarlier
- Ligne 591 : Fleurier – Les Ponts-de-Martel

Bus de nuit
- Ligne 151 : Neuchâtel - Marin-Épagnier - La Neuveville
- Ligne 152 : Neuchâtel - Vaumarcus
- Ligne 153 : Neuchâtel - Engollon
- Ligne 154 : Neuchâtel - Fleurier
- Ligne 155 : Neuchâtel - Bôle - Auvernier
- Ligne 158 : Fleurier - Noiraigue/Saint-Sulpice
- Ligne 450 : Le Locle - La Chaux-de-Fonds - Neuchâtel

### Navette aéroportuaire
- Shuttle by transN : La Chaux-de-Fonds - Neuchâtel - aéroport de Genève

Cette relation a été supprimée durant la pandémie de covid.